# Aridefferia tolandi
Aridefferia tolandi là một loài ruồi trong họ Asilidae. Aridefferia tolandi được Wilcox miêu tả năm 1966. Loài này phân bố ở vùng Tân Bắc giới.